# Sten-Erik Iir
Sten-Erik Iir, född 15 september 2007, är en estländsk diskuskastare.

## Karriär
Iir gjorde internationell mästerskapsdebut vid U18-EM 2024 i Banská Bystrica, där han slutade på sjunde plats i 1,5 kg-diskusen med ett kast på 55,51 meter. Följande år slutade han på åttonde plats i 1,75 kg-diskusen vid U20-EM 2025 i Tammerfors med ett kast på 57,36 meter.
Iir har blivit estländsk mästare en gång i diskuskastning (2025).